# Springer VS
Springer VS (abans VS Verlag für Sozialwissenschaften) amb seu a Wiesbaden és una editorial de mitjans educatius i professionals clàssics i digitals en l'àmbit de la societat en països de parla alemanya. L'editor pertany a Springer Science+Business Media. Springer VS té títols en mitjans de comunicació, sociologia, ciències polítiques, ètica, filosofia, educació i treball social. L'oferta inclou llibres impresos i llibres electrònics, revistes i ofertes en línia.

## Història
Springer VS va ser creat el 2012 a partir de VS Verlag, que el 2004 va combinar les dues editorials sociocientífiques Westdeutscher Verlag (fundada el 1947) i Leske + Budrich. Leske + Budrich, al seu torn, va ser fundada sota aquest nom el 1974 per Edmund Budrich a Opladen i assumit el 2003 per Bertelsmann Springer Verlag (ara Springer Science+Business Media). El precursor va ser el Leske Verlag (anteriorment C.W. Leske Verlag) a Darmstadt.

## Revistes
Les revistes científiques de l'editorial inclouen: 
- Kölner Zeitschrift für Soziologie und Sozialpsychologie
- Publizistik
- Sozial Extra
- Unterrichtswissenschaft
- Zeitschrift für Erziehungswissenschaft
- Zeitschrift für Außen- und Sicherheitspolitik (ZfAS)
- Zeitschrift für Vergleichende Politikwissenschaft

## MedienWiki
Juntament amb MedienCampus Bayern, Springer VS opera el portal en línia MedienWiki amb temes relacionats amb l'educació i capacitació en mitjans, així com una visió general dels perfils de feines dels mitjans de comunicació.